# Conseil européen des 28 et 29 juin 2018
La réunion du Conseil européen des 28 et 29 juin 2018 est principalement consacrée aux questions migratoires dans un contexte de fortes tensions entre les États membres de l'Union européenne. Les autres sujets à l'ordre du jour concernent des questions en matière de sécurité et de défense, d'économie et de finances, d'innovation numérique, et de relations extérieures.
Dans une configuration à vingt-sept, sans le Royaume-Uni, les dirigeants de l'UE font le point le 29 juin sur les négociations relatives au Brexit.
Enfin, dans le cadre du sommet de la zone euro du 29 juin, ses dix-neuf membres traitent de la réforme et de l'approfondissement de l'Union économique et monétaire.

## Conclusions du Conseil européen

### Migrations
Bien que les flux migratoires vers l'UE soient en 2018 bien inférieurs à ceux du pic de 2015, ils redeviennent en juin 2018 un sujet de crise aigüe par suite d'évolutions politiques en Italie et en Allemagne. Le nouveau gouvernement italien formé le 1er juin 2018 par Giuseppe Conte dénonce l'inefficacité de la politique migratoire européenne et interdit le 11 juin l'accès à ses ports du navire Aquarius de l'ONG SOS Méditerranée de sauvetage en mer de migrants,. En Allemagne, la chancelière Angela Merkel subit une pression sans précédent de la part de l’aile droite de sa majorité, menée par son ministre de l’intérieur, Horst Seehofer de la CSU, qui exige un durcissement de la politique migratoire du pays.
Afin de trouver les bases d'un accord et d'éviter ainsi une crise majeure au sein de l'Union, la Commission organise un sommet préparatoire impromptu le 24 juin ; l'Italie et quinze autres pays y participent, mais pas ceux du groupe de Visegrád qui refusent d'accueillir leur quota de migrants.
Lors du sommet régulier de l’Union européenne, après des discussions qui se prolongent jusque vers 4h30 du matin, un accord sur les migrations est finalement trouvé. L’accord porte essentiellement sur la création de « plates-formes régionales de désembarquement » des migrants sur le sol d'États membres de l'UE volontaires et en dehors de l’UE qui pourraient se situer dans des pays d’Afrique du Nord. Ces plateformes seront créées en collaboration étroite avec le Haut-Commissariat pour les réfugiés de l’ONU (HCR) et l'Organisation internationale pour les migrations (IOM).
Les Européens ont également décidé de renforcer leurs frontières extérieures, notamment en augmentant les aides à destination de la Turquie et de l’Afrique du Nord, afin d’éviter de renouer avec des flux comparables à ceux que l’Europe avait enregistrés en 2015.
Cet accord, peu contraignant, pose des principes mais ne définit pas précisément où les plates-formes seront implantées. Selon la chancelière Angela Merkel, ce texte européen est positif mais les divergences persistent au sein de l’UE. Le Président Donald Tusk conclut la réunion en disant : « il est beaucoup trop tôt pour parler de succès. Nous sommes parvenus à un accord au sein du Conseil européen. Mais c'est en fait la partie la plus facile de la tâche, comparée à ce qui nous attend sur le terrain, quand nous commencerons à le mettre en œuvre ».

### Sécurité et défense
Conformément aux conclusions de ses précédentes réunions, le Conseil appelle à la poursuite du renforcement de la défense européenne en matière d'investissement dans la défense, de développement des capacités et de disponibilité opérationnelle accrue des forces. L'objectif est de renforcer l'autonomie stratégique de l'UE tout en complétant et en renforçant les activités de l'OTAN.
Les principales actions identifiées par le Conseil européen sont les suivantes :
- dans le cadre de la CSP (PESCO) lancement d'une deuxième vague de projets en décembre 2018 ;
- poursuite du plan d'action sur la mobilité militaire[7], en coopération UE-OTAN ;
- mise en œuvre rapide du Programme européen de développement industriel dans le domaine de la défense (EDIDP)[8], doté d’un budget de 500 millions d’euros pour 2019-2020, et du Fonds européen de défense ;
- définition d'un nouveau cadre pour la gestion civile de crises et les missions PSDC civiles de l'UE.

### Économie et finances
Dans le domaine fiscal, le Conseil européen fait valoir la nécessité de poursuivre la lutte contre l'optimisation, l'évasion et la fraude fiscales, tant à l'échelle mondiale (notamment à l'OCDE) qu'au sein de l'UE, et d'adapter nos systèmes fiscaux à l'ère numérique.
Dans le domaine du commerce, le Conseil européen souligne qu'il est important de préserver et d'approfondir le système multilatéral fondé sur des règles et demande à la Commission de proposer une approche globale pour améliorer le fonctionnement de l'Organisation mondiale du commerce (OMC).
En réaction à la décision des États-Unis d'imposer à l'UE des droits de douane sur les produits en acier et en aluminium, qui ne saurait être justifiée par des motifs de sécurité nationale, le Conseil européen soutient pleinement les mesures de rééquilibrage, les éventuelles mesures de sauvegarde destinées à protéger nos propres marchés, et la procédure juridictionnelle auprès de l'OMC, décidées à l'initiative de la Commission.

### Innovation et questions numériques
Le Conseil européen considère que l'Europe doit développer davantage sa recherche de haute qualité pour qu'elle débouche sur de nouveaux produits, services et modèles économiques. Il demande en particulier que l'accès des entreprises au financement de l'innovation soit amélioré et que soit lancée une nouvelle initiative pilote sur l'innovation radicale pendant la durée du programme-cadre Horizon 2020.

### Relations extérieures
Le Conseil européen renouvelle son soutien sans réserve à la résolution 2166 du Conseil de sécurité des Nations unies relative à la destruction de l'appareil affrété pour le vol MH17. Il appelle la fédération de Russie à admettre sa responsabilité et à s'associer pleinement à tous les efforts déployés pour que la vérité soit établie, que justice soit rendue et que les responsables répondent de leurs actes.

### Composition du Parlement européen
Le Conseil décide du nombre total de sièges et de leur répartition entre les États membres qui s'appliqueront pour les prochaines élections du Parlement européen de 2019.

## Conseil européen à vingt-sept (article 50) du 23 mars - Brexit
Le Conseil européen examine l'état d'avancement des négociations sur le Brexit et observe que peu de progrès ont été réalisés depuis le mois de mars 2018,.

## Sommet de la zone euro
Le Conseil européen s'accorde sur la poursuite de la mise en œuvre de la feuille de route visant à achever l'union bancaire, dans le prolongement du train de mesures destiné à réduire les risques dans le secteur bancaire adopté cette année, et sur la réforme du « mécanisme européen de stabilité (MES) ».

## Sources

## Compléments